# Unstoppable (Sia)
Unstoppable è un singolo della cantautrice australiana Sia, pubblicato il 21 gennaio 2016 come sesto estratto dal settimo album in studio This Is Acting.

## Descrizione
Composto dalla cantante stessa insieme a Christopher Braide,  il brano affronta le tematiche dell'autodeterminazione personale e della consapevolezza di se stessi e delle proprie potenzialità difronte alle problematiche della vita.

## Tracce
Download digitale
1. Unstoppable – 3:37

Download digitale – R3hab Remix
1. Unstoppable (R3hab Remix) – 2:42

Download digitale – Clarence Clarity Remix
1. Unstoppable (Clarence Clarity Remix) – 3:47

Download digitale – Slowed & Reverb
1. Unstoppable (Slowed & Reverb) – 4:12

Download digitale – Sped Up
1. Unstoppable (Sped Up) – 3:17

Download digitale – The Remixes
1. Unstoppable (Clarence Clarity Remix) – 3:47
2. Unstoppable – 3:37
3. Unstoppable (R3hab Remix) – 2:43
4. Unstoppable (Slowed & Reverb) – 4:12
5. Unstoppable (Sped Up) – 3:17

## Classifiche

### Classifiche settimanali
| Classifica (2016-23) | Posizione massima |
| -------------------- | ----------------- |
| Austria              | 35                |
| Belgio (Fiandre)     | 21                |
| Belgio (Vallonia)    | 10                |
| Canada               | 29                |
| Francia              | 23                |
| Germania             | 62                |
| Grecia               | 60                |
| India                | 6                 |
| Islanda              | 20                |
| Lussemburgo          | 3                 |
| Portogallo           | 83                |
| Stati Uniti          | 28                |
| Svezia               | 94                |
| Svizzera             | 26                |
| Vietnam              | 67                |

### Classifiche di fine anno
| Classifica (2020) | Posizione |
| ----------------- | --------- |
| Belgio (Fiandre)  | 44        |
| Belgio (Vallonia) | 49        |
| Classifica (2022) | Posizione |
| Canada            | 93        |
| India             | 9         |
| Islanda           | 47        |
| Svizzera          | 46        |
| Classifica (2023) | Posizione |
| India             | 17        |
| Portogallo        | 130       |
| Svizzera          | 30        |